# Bergener Schule (Meteorologie)
Als Bergener Schule der Meteorologie (Nynorsk Bergensskulen i meteorologi) wird die Forschungsgruppe um den norwegischen theoretischen Physiker und Meteorologen Vilhelm Bjerknes bezeichnet, die ab 1917 bedeutende Beiträge zur synoptischen Meteorologie lieferte. Sie ist nach der norwegischen Stadt Bergen benannt, wo Bjerknes’ Arbeitsgruppe am Geophysikalischen Institut forschte.
Die Bergener Schule beschrieb erstmals die Polarfront und entwickelte auf deren Basis wissenschaftliche Methoden zur Wettervorhersage, die sich ab den 1930er-Jahren auch in den Vereinigten Staaten und im Rest Europas durchsetzten.

## Geschichte
Durch die Entwicklung des elektrischen Telegraphen ab Mitte des 19. Jahrhunderts, mit dem Wetterbeobachtungen schnell und über größere Entfernungen kommuniziert werden konnten, etablierte sich die synoptische Meteorologie als Disziplin, die mithilfe von Wetterkarten Wettervorhersagen treffen konnte. Die Analyse der Wetterkarten basierte dabei weniger auf physikalischen Grundlagen, sondern auf unterschiedlichen praktischen Regeln und der Erfahrung des Meteorologen. Während Vilhelm Bjerknes mit seinen primitiven Gleichungen 1904 die Grundlage für eine „exakte Physik der Atmosphäre“ legte, war die numerische Lösung dieser Gleichungen zu Beginn des 20. Jahrhunderts noch nicht möglich. Gleichzeitig stieg die Notwendigkeit für verbesserte praktische Vorhersagen durch das Aufkommen der Luftfahrt und schließlich durch den Ersten Weltkrieg.
Um der ab Herbst 1917 in Norwegen herrschenden Getreideknappheit zu begegnen, erhielt Bjerknes von Ministerpräsident Gunnar Knudsen eine Förderung über 100.000 Kronen, um den bestehenden Wetterdienst auf Vestland auszuweiten und die für die Landwirtschaft wichtigen Wettervorhersagen zu verbessern. Dort etablierte er unter Mithilfe der örtlichen Bevölkerung das bis dahin dichteste Netz an Wetterbeobachtern weltweit. Aus den so gewonnenen Daten formulierte Jacob Bjerknes 1918 das „norwegische Modell“ für die Struktur außertropischer Zyklonen, d. h. dynamischer Tiefdruckgebiete in den mittleren Breiten. Dieses wurde in den folgenden Jahren von Tor Bergeron um die Okklusion und von Halvor Solberg um eine Klassifizierung der Phasen im Lebenszyklus eines Tiefdruckgebiets ergänzt.
Die Bergener Schule integrierte ihr neues Modell schnell in die tägliche Routine der Wettervorhersagen für Norwegen. Gleichzeitig trugen Bjerknes und seine Mitstreiter mit Veröffentlichungen in hochrangigen Fachzeitschriften wie Monthly Weather Review, der Meteorologischen Zeitschrift und Nature sowie durch Vorträge in mehreren Ländern zur hohen Popularität ihres Modells bei. Einige Wetterdienste übernahmen die neuen Methoden allerdings nur zögerlich. So zeichnete das britische Met Office erst ab 1933, das U.S. Weather Bureau sogar erst ab 1936 Fronten auf ihren täglichen Wetterkarten ein.

## Vertreter der Bergener Schule
Neben Vilhelm Bjerknes zählten sein Sohn Jacob, Tor Bergeron und Halvor Solberg zu den wichtigsten Vertretern der Bergener Schule. Sverre Petterssen, der spätere Astrophysiker Svein Rosseland und Carl-Gustaf Rossby arbeiteten ebenfalls zeitweilig in Bjerknes’ Gruppe und erhielte ihre meteorologische Ausbildung nach den Methoden der Bergener Schule. Rossby war Anfang der 1930er-Jahre maßgeblich daran beteiligt, die Methoden der Bergener Schule in den Vereinigten Staaten zu etablieren.